# Triamteren
Triamteren – heterocykliczny, organiczny związek chemiczny z grupy pterydyn, stosowany jako lek moczopędny, zwiększający wydalanie jonów sodu i wody z organizmu, znosi nadmierne wydalanie potasu.

## Farmakokinetyka
Związek dobrze wchłania się z przewodu pokarmowego. Początkowe działanie leku następuje po 2 godzinach i utrzymuje się przez 12–16 godzin. Jest częściowo metabolizowany w wątrobie, a częściowo wydalany przez nerki z moczem w postaci niezmienionej.

## Wskazania
- nadciśnienie tętnicze
- obrzęki różnego pochodzenia
- niewydolność krążenia
- zespół Liddle’a

## Działania niepożądane
- brak apetytu
- nudności
- wymioty
- biegunka
- bóle i zawroty głowy
- niedokrwistość megaloblastyczna
- kwasica metaboliczna
- wysypki skórne

## Dawkowanie
Doustnie, dawkę i częstotliwość stosowania ustala lekarz. Przeciętnie dawka dobowa triamterenu wynosi od 25 do 100 mg.